# 한솔문화재단
한솔문화재단은 민족문화의 계승발전 및 연구개발을 통하여 우리의 우수한 민족문화를 국내외에 널리 보급, 선양할 목적으로 1995년 3월 2일 설립된 문화체육관광부 소관의 재단법인이다. 사무실은 서울특별시 중구 을지로 100 (을지로2가, 파인애비뉴 B동 25층)에 있다.

## 주요 사업
- 미술관의 건립 및 운영
- 국내외 미술전, 문화교류전 개최
- 전통한지문화의 계승, 발전을 위한 연구개발 지원
- 종이박물관의 건립 및 운영

## 같이 보기
- 뮤지엄산